# De doorluchtigheid
Heer Bommel en de doorluchtigheid (in boekuitgaven/spraakgebruik verkort tot De doorluchtigheid) is een verhaal uit de Bommelsaga, geschreven en getekend door Marten Toonder. Het verhaal verscheen voor het eerst op 12 maart 1974 en liep tot 24 juli van dat jaar. Met 113 afleveringen is dit verhaal het op een na langste uit de reeks, na De Grote Onthaler.
Het centrale thema is milieuvervuiling door industrialisatie.

## Voetnoot
1. ↑  https://resolver.kb.nl/resolve?urn=ddd:010461005:mpeg21:a0050 93 strips in de Amigoe di Curacao